# Actia nigrapex
Actia nigrapex là một loài ruồi trong họ Tachinidae.